# Elatostema anlongense
Elatostema anlongense es una especie de planta del género Elatostema, perteneciente a la familia Urticaceae.

## Taxonomía
Elatostema anlongense fue descrita por Wen Tsai Wang en 2016.

## Distribución
Se encuentra en el territorio centro-sur de China.